# Valentine (Górna Garonna)
Valentine – miejscowość i gmina we Francji, w regionie Oksytania, w departamencie Górna Garonna.
Według danych na rok 1990 gmina była zamieszkiwana przez 907 osób, a gęstość zaludnienia wynosiła 113 osób/km² (wśród 3020 gmin regionu Midi-Pireneje Valentine plasuje się na 369. miejscu pod względem liczby ludności, natomiast pod względem powierzchni na miejscu 1244.).